# Will Gollop
Will Gollop, né en 1950, est un pilote automobile britannique de rallycross. 

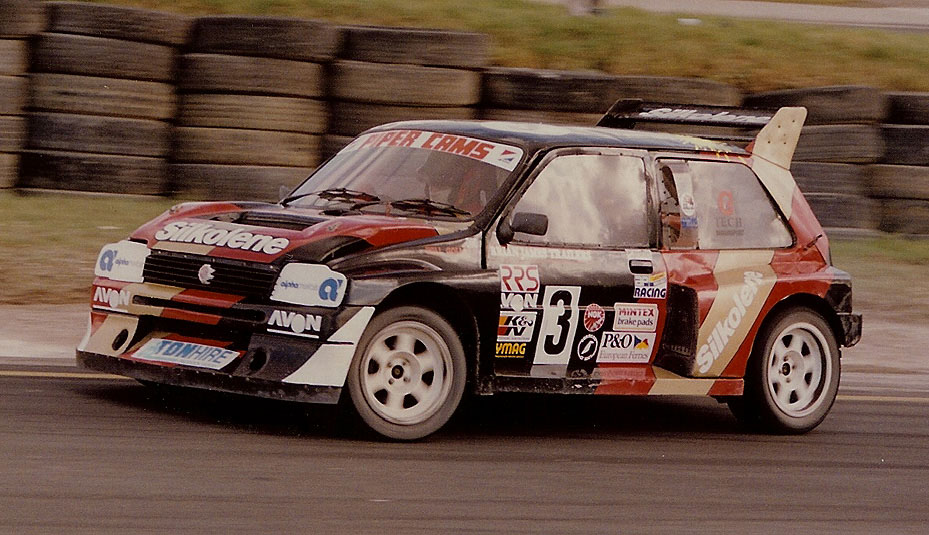
Gollop sur sa MG Metro 6R4 au circuit de Lydden Hill.

## Biographie
Il commence la compétition en 1972 sur Mini 1000, dans la discipline de l'autocross, jusqu'aux années 2004-05 où il effectue ses dernières saisons sur Ford Focus T16.
En 1975 il entame sa carrière dans le rallycross où, avec John Taylor, il est à ce jour l'un des deux seuls pilotes britanniques à avoir obtenu un titre continental.

## Palmarès

### Titres

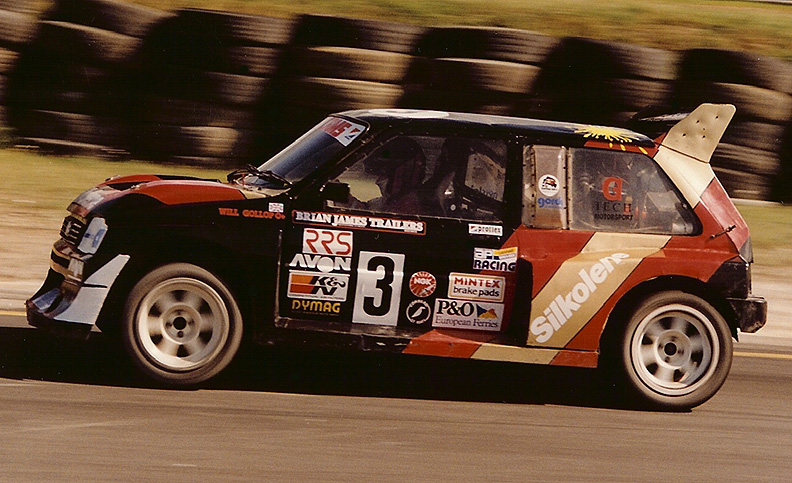
Même épreuve.

- Champion d'Europe de rallycross (ERC) de catégorie Grand Tourisme en 1992, sur Silkolene MG Metro 6R4 BiTurbo;
- Champion du Royaume-Uni de rallycross en 1991 (sur Silkolene MG Metro 6R4 2.3-litre BiTurbo), et 1996 (sur Peugeot 306 S16 4×4 Turbo);
- Champion du Royaume-Uni de rallycross classe "Supernational" en 1986, sur MG Metro 6R4 3-litre V64V;
  - vice-champion d'Europe de rallycross, en 1991;
  - 3e du championnat d'Europe de rallycross, en 1988 et 1990.

### Victoires notables (rallycross)
- Grand Prix de Brands Hatch: 1988, 1989 et 1992 (épreuve inaugurale de l'ERC).